# Distrito de Asquipata
El Distrito peruano de Asquipata es uno de los 12 distritos de la Provincia de Fajardo, ubicada en el Departamento de Ayacucho, Perú.

## Historia
El distrito de Asquipata fue creado mediante ley N° 24623 del 23 de diciembre de 1986, en el gobierno del presidente Alan García.

## Centros poblados
El distrito de Asquipata cuenta con los siguientes centros poblados:
- Asquipata
- Chihuire
- Morcolla Chico (Marocolla)
- Pampana
- Tama
- Chaupihuasi
- Irancca
- Yoracc Raccay Pata
- Chocco

## Autoridades

### Municipales
- 2019 - 2022[4]
  - Alcalde: Miguel Ángel Huillca León, de Qatun Tarpuy.
  - Regidores:

  1. Pelagio Choccña Huamaní (Qatun Tarpuy)
  2. Ernestina Huayhuacuri Flores (Qatun Tarpuy)
  3. Nilda Carrillo Torres (Qatun Tarpuy)
  4. Renato Marca Flores (Qatun Tarpuy)
  5. Hugo Yucra Arotinco (Movimiento Regional Gana Ayacucho)